# شهر ایموس
شهر ایموس (به لاتین: Imus) یک منطقهٔ مسکونی در فیلیپین است که در کاویته واقع شده‌است.

## نگارخانه

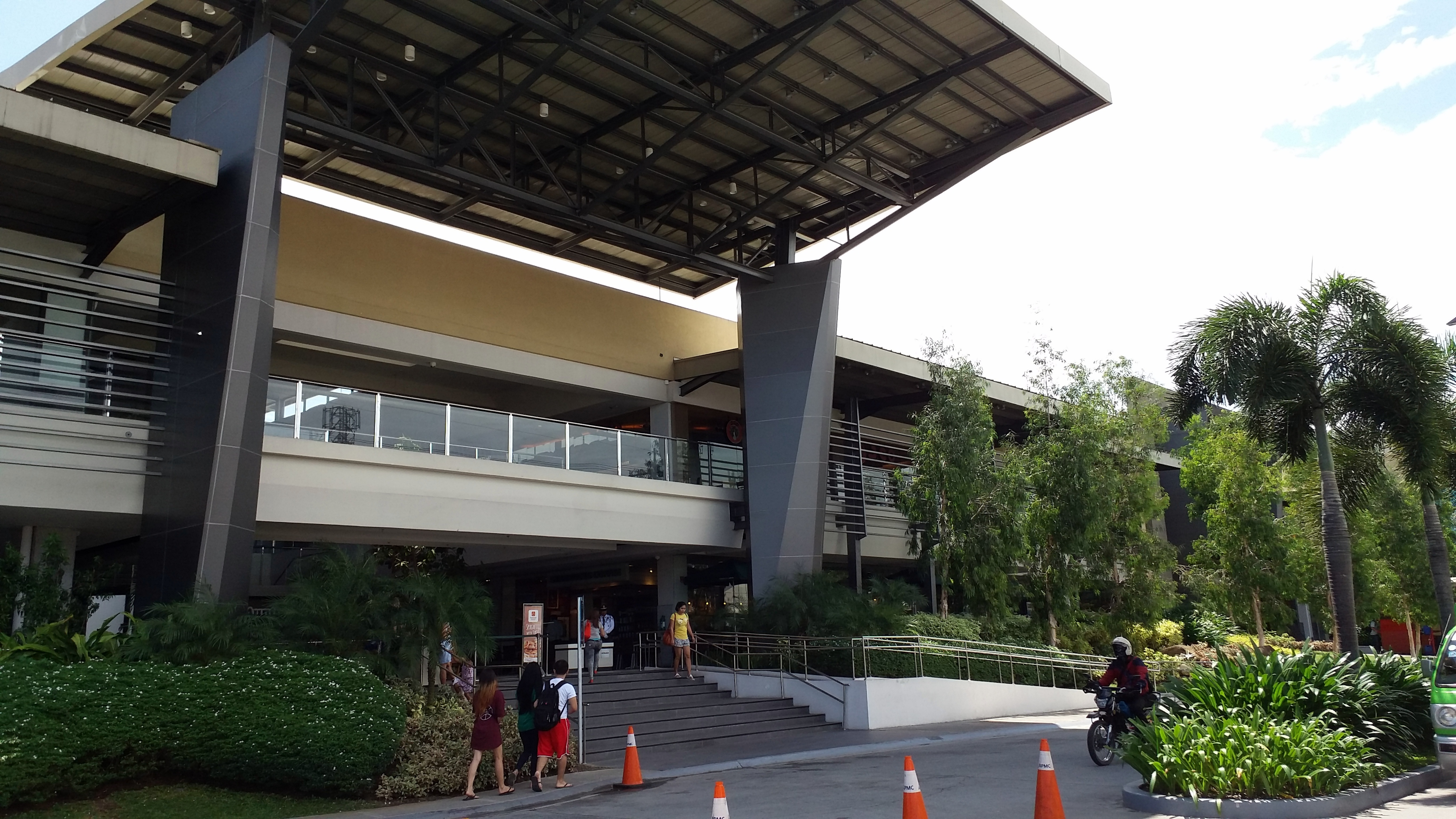
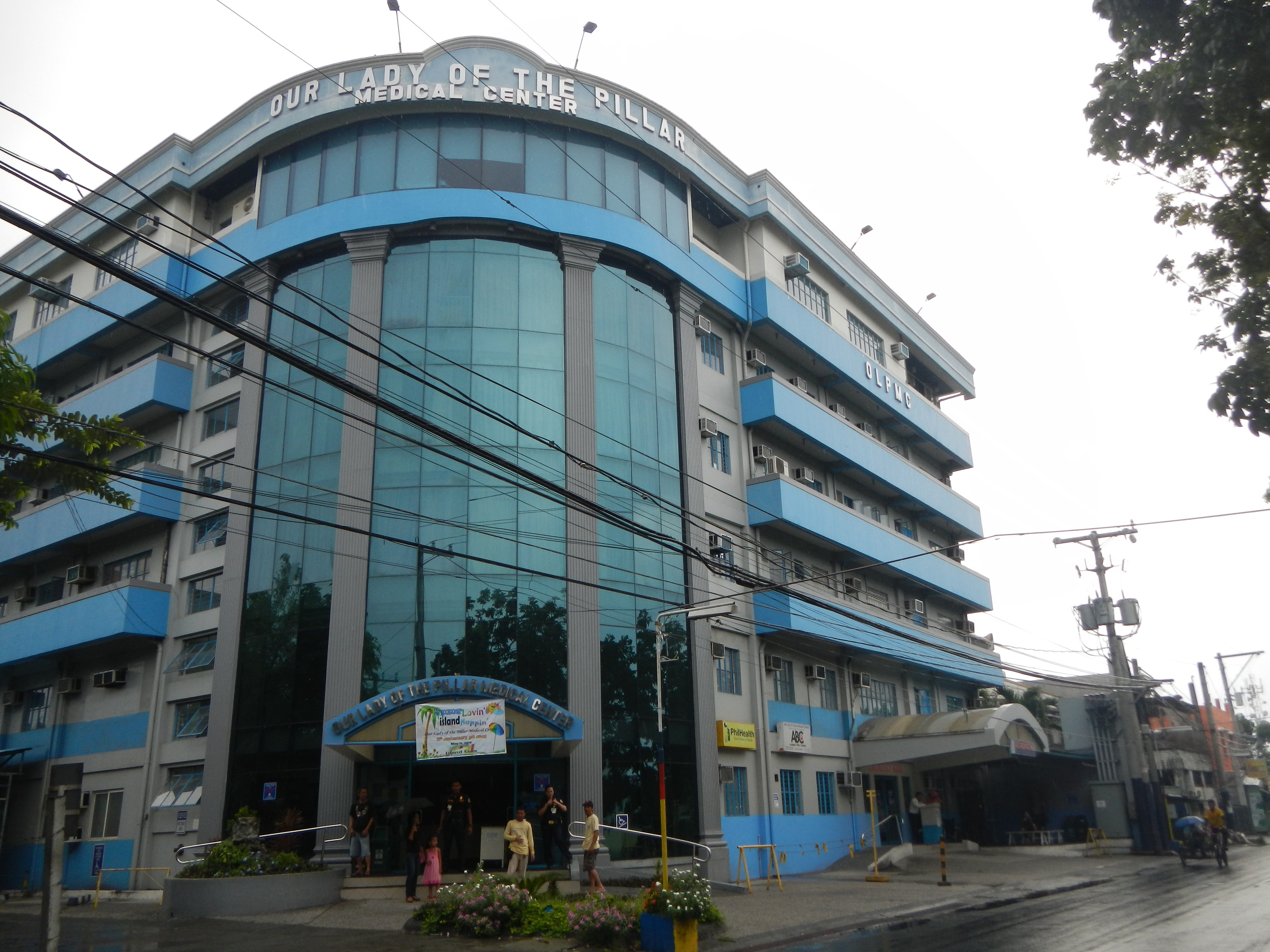
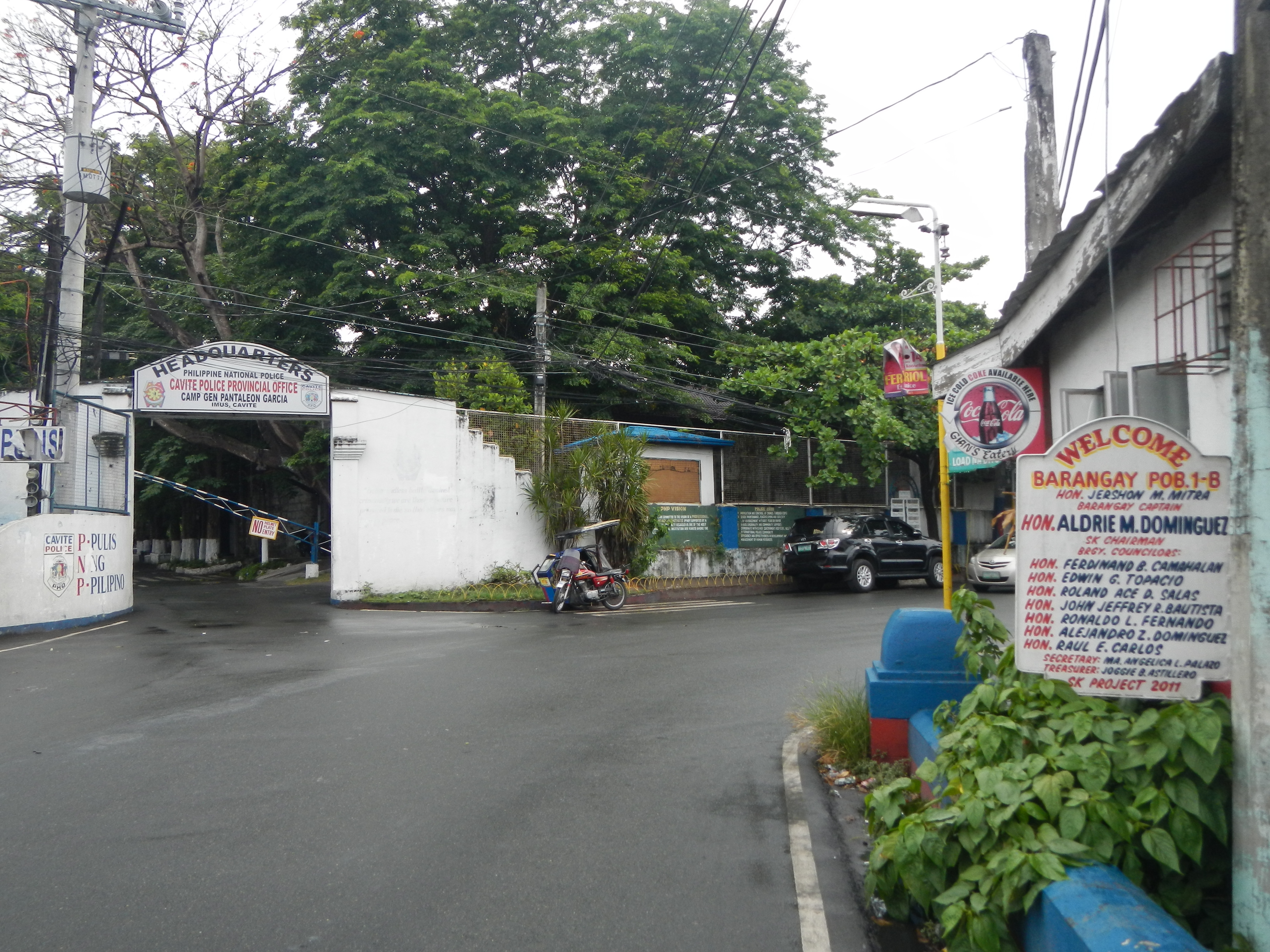
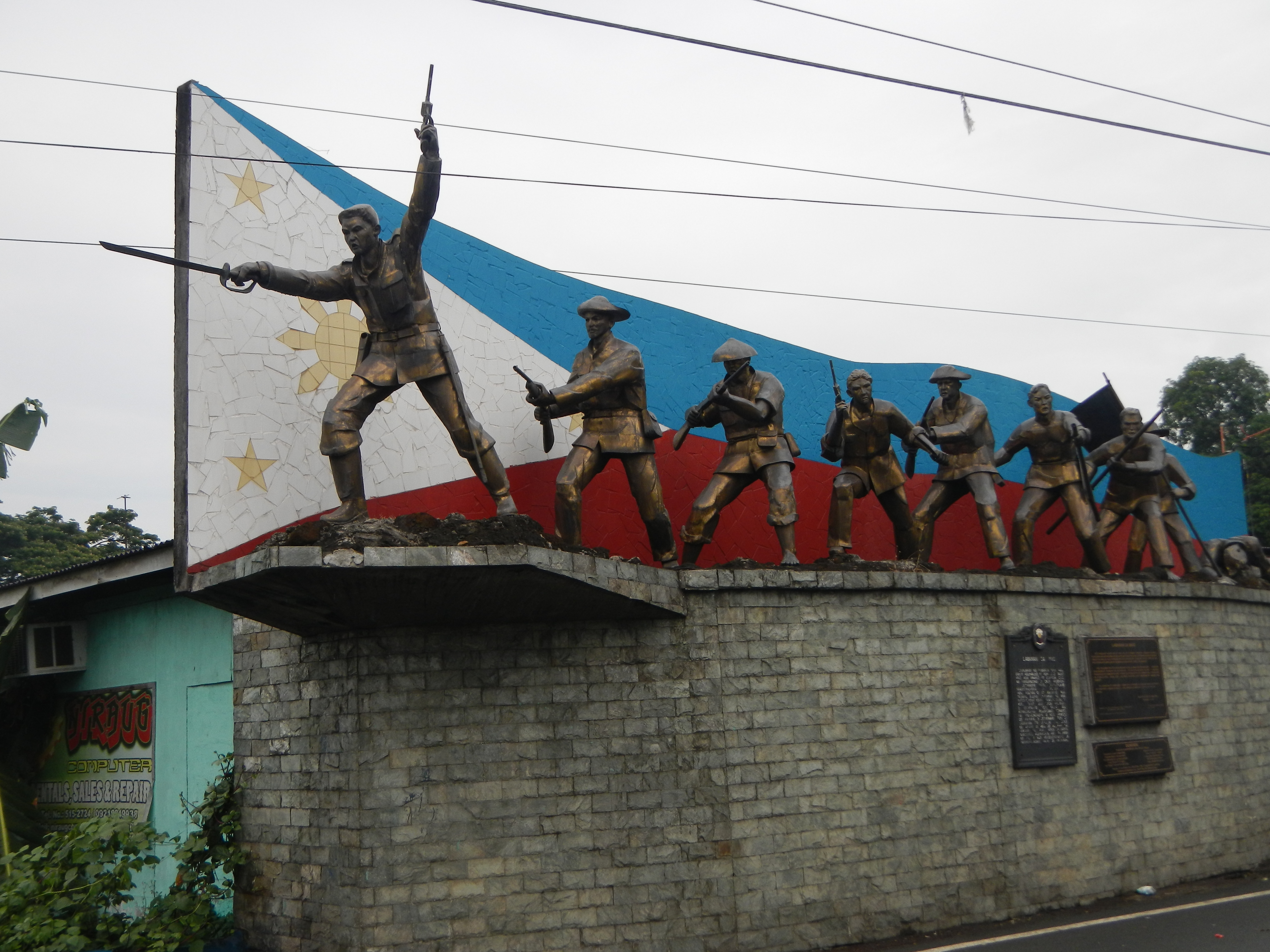
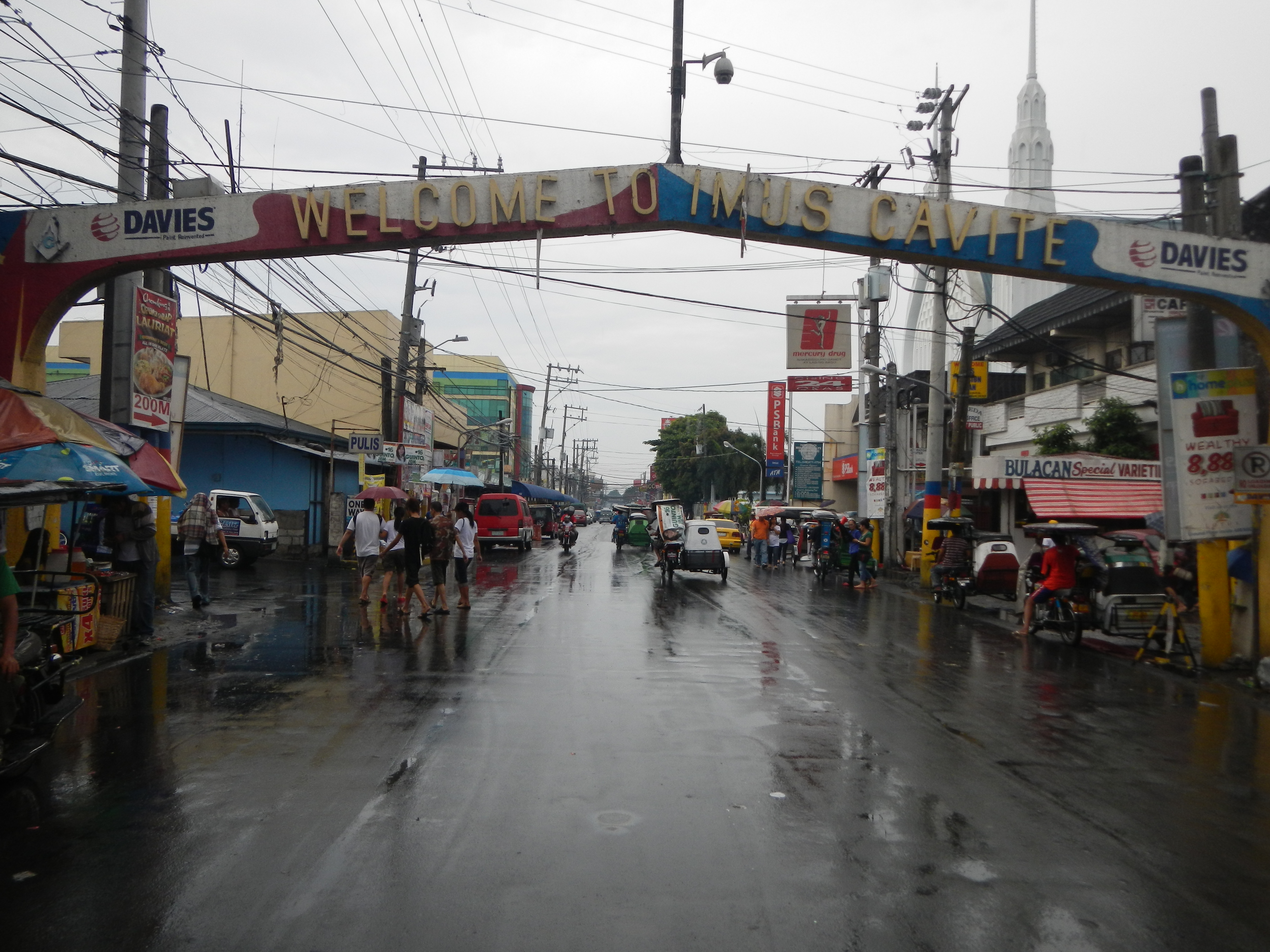
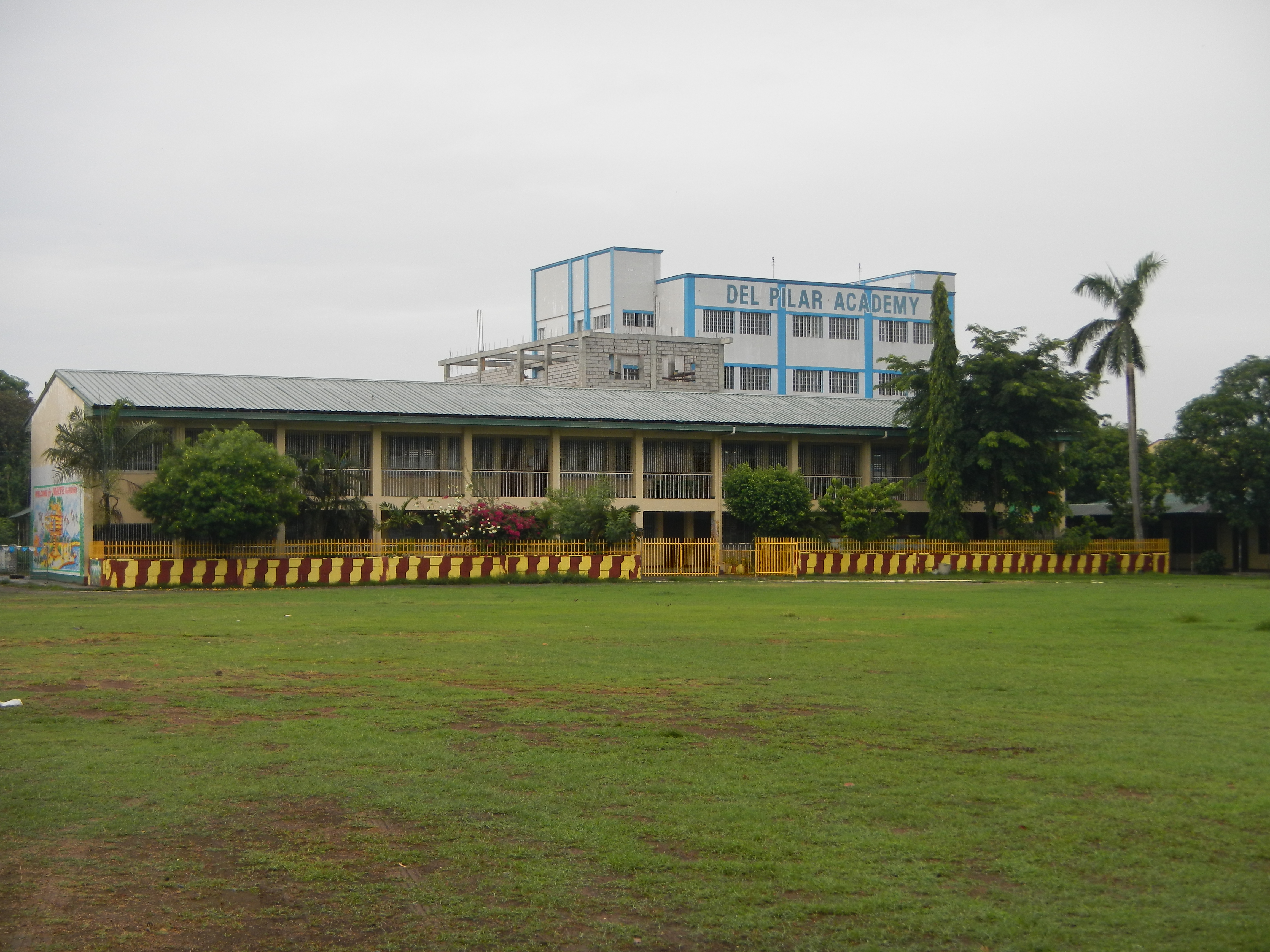
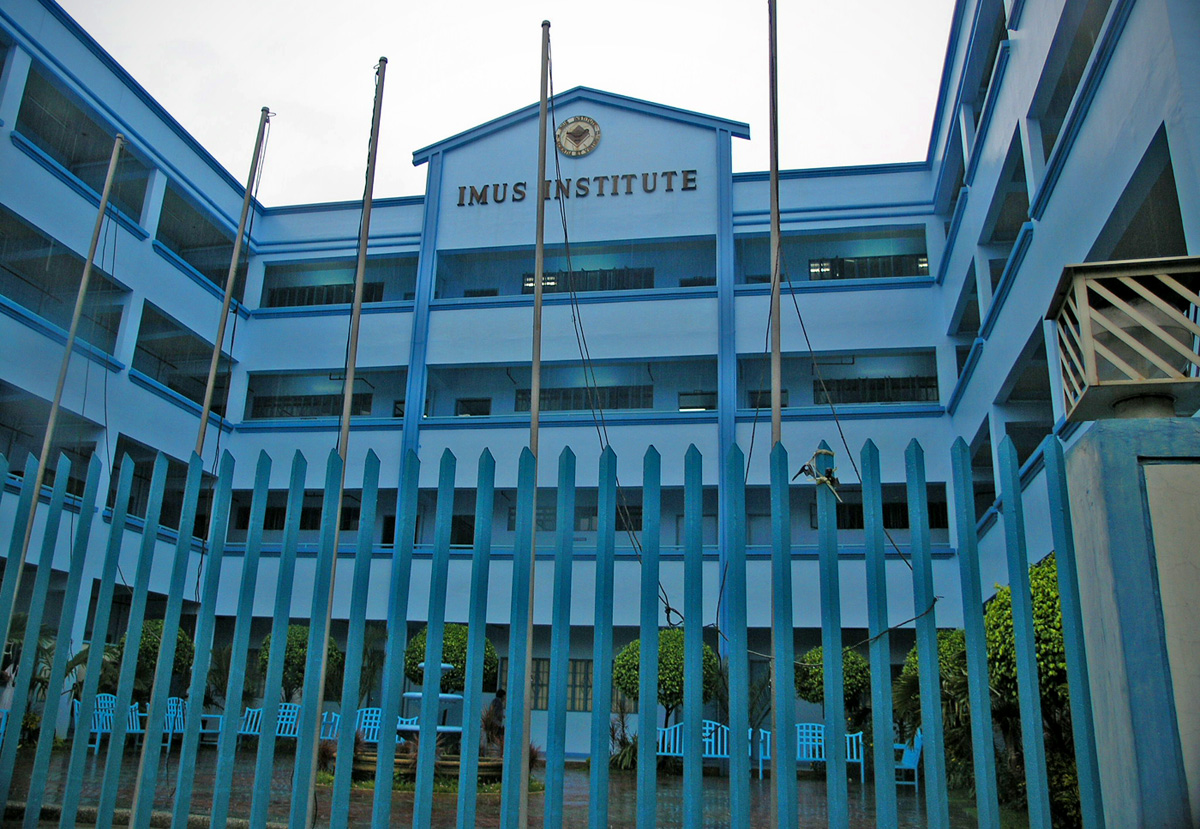